# نهال آرزو
«نهال آرزو» شعری است از پروین اعتصامی.

## اوضاع تاریخی و فرهنگی
نهال آرزوی اعتصامی شکایتی در مورد نبود احترام و فرصت‌ها برای زنان است. او در این شعر ادعا می‌کند زنان از آنجاییکه مسئولین اصلی آموزش و پرورش کودکان (چه دختر و چه پسر) هستند لذا باید از احترام بیشتری برخوردار باشند و نیز در تحصیل و آموزش با مردان حقوق برابری داشته‌باشند. شعر در زمانی سروده شده‌است که ازدواج اجباری برای زنان در سنین پائین امری معمول بوده‌است، زندگی زنان بسیار محدود بوده و شعر تنها وسیله‌ای به‌شمار می‌رفته که یک زن بتواند افکار و احساسات خود را بیان کند. در چنین فضایی، اعتصامی و دیگر نویسندگان زن در آغاز دوران مدرنیسم ایران، ادعا و تقاضاهای فمینیستی قدرتمندی برای احراز حقوق زنان ارائه می‌دادند.

## دربارهٔ نهال آرزو
شعر «نهال آرزو» برای مراسم فارغ‌التحصیلی از مدرسه ایران بتل در بهار سال ۱۹۲۴ سروده شده بود.

## گزیده‌ای از شعر
| ای نهال آرزو، خوش زی که بار آورده‌ای       |  | غنچه بی باد صبا، گل بی بهار آورده‌ای       |
| باغبانان تو را، امسال سال خرمی است        |  | زین همایون میوه، کز هر شاخسار آورده‌ای     |
| شاخ و برگت نیکنامی، بیخ و بارت سعی و علم  |  | این هنرها، جمله از آموزگار آورده‌ای        |
| خرم آنکو وقت حاصل ارمغانی از تو برد       |  | برگ دولت، زاد هستی، توش کار آورده‌ای       |
| غنچه‌ای زین شاخه، ما را زیب دست و دامن است |  | همتی، ای خواهران، تا فرصت کوشیدن است      |
| پستی نسوان ایران، جمله از بی دانشی است    |  | مرد یا زن، برتری و رتبت از دانستن است     |
| زبن چراغ معرفت کامروز اندر دست ماست       |  | شاهراه سعی و اقلیم سعادت، روشن است        |
| به که هر دختر بداند قدر علم آموختن        |  | تا نگوید کس، پسر هشیار و دختر کودن است    |
| زن ز تحصیل هنر شد شهره در هر کشوری        |  | برنکرد از ما کسی زین خواب بیدردی سری      |
| از چه نسوان از حقوق خویشتن بی‌بهره‌اند      |  | نام این قوم از چه، دور افتاده از هر دفتری |